# Art toy

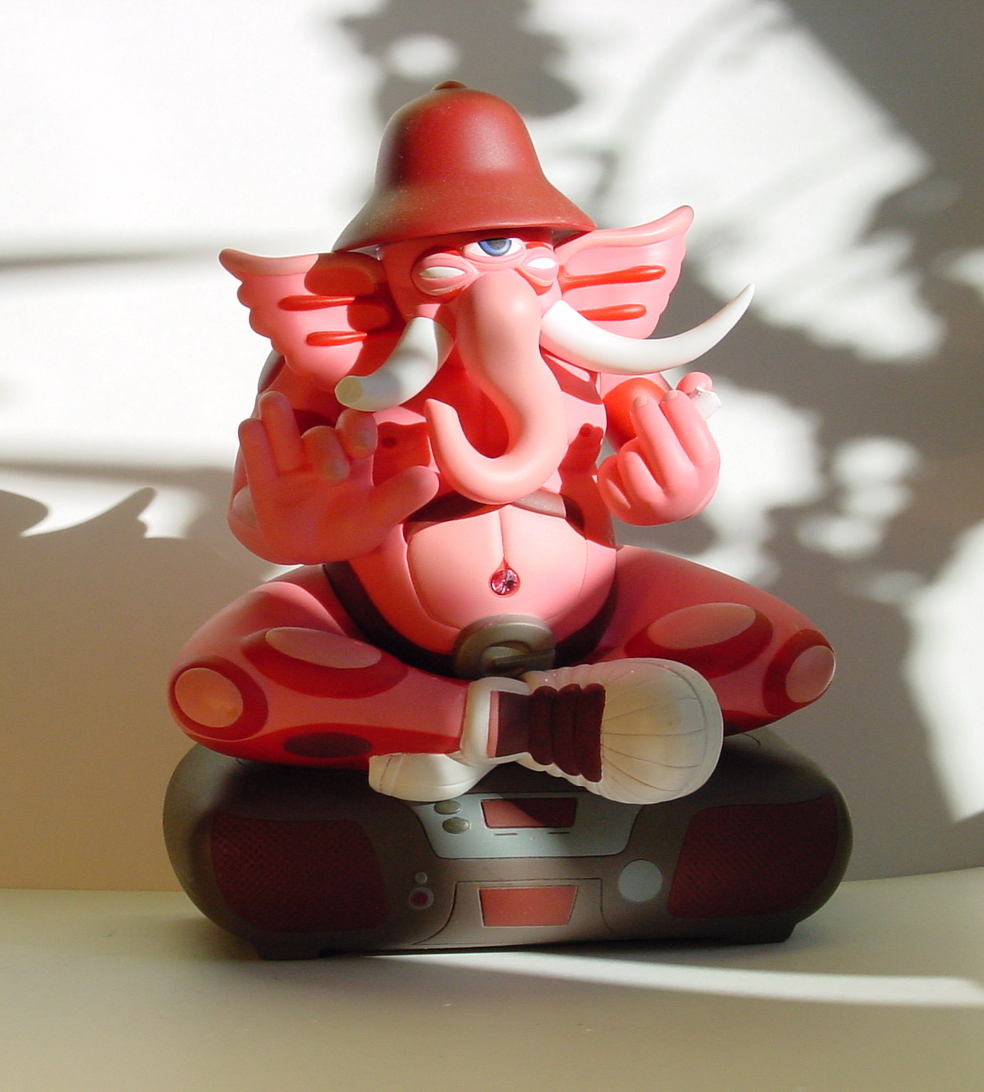
Une figurine art toys

Les art toys, aussi connu sous les noms de designer toys, urban vinyl ou vinyl toys sont les termes utilisés pour décrire des figurines en édition très limitée. Ces figurines sont apparus vers la fin des années 1990 à Hong Kong et au Japon sous l'impulsion d'artistes tels que Michael Lau, Kaws, Futura 2000 ou encore James Jarvis.

## Description
Les art toys sont des figurines créées par des artistes, dessinateurs et illustrateurs issus d'univers aussi différents que l'art contemporain, le graffiti, le street art, le webdesign, l'illustration, la bande dessinée ou la mode. Le matériau le plus fréquemment utilisé pour ces figurines est le plastique vinyle « rotocasté ». La plupart des petites figurines ou « mini-figurines » de moins de 8 cm sont conçues en plastique injecté ou ABS.
Il en existe également en bois, en céramique, en métal. Certains types de peluches (en feutrine, en polyester) appartiennent également à cette famille.
Elles sont parfois vendues soit vierges de tout graphisme, soit peintes par des artistes représentant généralement le monde du graffiti, c'est ce que l'on appelle les platform toys comme les Be@rbrick de la société japonaise Medicom, les Qee de la société hongkongaise Toy2R, les Munny et les Dunny de la société américaine Kidrobot ou encore les Trexi de la société de Singapour Play Imaginative.
Lorsqu'ils sont vendus vierges  « personnalisables » ou « Do it yourself » - « DIY », c'est à l'acquéreur de les peindre avec des feutres fluorescents, (marque Posca, par exemple) de la peinture en bombe ou pour maquette, des autocollants…
Les « designer toys » sont des objets décoratifs de collection pour adultes.
Chez les pionniers du Art Toy il y a bien sûr ARTOYZ, qui est la première structure française dédiée à l’univers des Art Toys, Designer Toys, Urban Vynil, Figurines Urbaines, Figurines à customiser/peindre, mini figurines, Qee, Kubrick, Ciboys, peluches…
Depuis 2010, ARTOYZ créé avec Peugeot Design Lab une Saga de Art Toys. Ces Lions originels reprennent le design de la mascotte Leo, imaginée par le styliste maison Christophe Pialat.

## Par pays

### Asian vinyl, eastern vinyl

#### Hong-Kong (HK Vinyl)
De 1999 à 2004, Hong-Kong connaît l’âge d’or de ce que l’on appelle les HK vinyl ou urban vinyl. Pendant ces cinq ans de nombreux créateurs, artistes et sociétés agissent conjointement pour proposer une alternative à la figurine de produits dérivés.
Des artistes produisent alors des figurines de façon indépendante et autofinancée :
- Michael Lau devient le parrain de cette nouvelle scène artistique avec la création des Gardener, série de 101 personnages de type action figure redécorés, repeints et rhabillés qui sont les personnifications en figurines de ses amis et ses inspirations. Il est devenu en moins de 10 ans un artiste reconnu. Il est doté d'une imagination fertile et inépuisable, ayant réalisé des centaines de figurines originales ;
- Eric So avec ses personnages Estate, issus d’un monde imaginaire très coloré et mignon et socialement responsables ;
- Jason Siu et ses BBoys fans de musique de Monkey Playground aux accessoires délirants ;
- Brothersfree et leurs action figures Brothersworker dotées d'une finition et de détails ;
- Tim Tsui avec des gorilles mutants graffeurs, les idées et les concepts sont légion ;
- La société Red Magic (anciennement Itrangers), a elle aussi contribué à l’essor de ce phénomène en imaginant une série de personnages totalement dans cet univers : les Ciboys. Ces Ciboys se déclinent à l’infini, Red Magic prenant soin de les assimiler à des référents graphiques forts pour mieux détourner les codes de la pop culture.

À l’image du Toycon, salon mythique organisé deux fois par an par les artistes hongkongais, la créativité de cette scène et son énergie vont donner des idées à des tonnes d’autres artistes.
Dès lors, des artistes confidentiels vont créer des figurines d’un genre nouveau, mélange entre leurs inspirations orientales et occidentales (de par la situation géopolitique de leur île) avec l’envie de renouveler un genre qui s’essouffle tout en bénéficiant d’une énergie créatrice débordante.

#### Japon
À la recherche permanente de nouveautés dans le monde du jouet et de la figurine, un certain nombre de créateurs japonais ont sauté le pas en voulant créer des characters (personnages) sans avoir à céder aux appels du marché de masse et de la standardisation du produit dérivé. Fort d’une culture riche en personnages, le Japon est également un vivier de talents et de dessinateurs de talent. Que ce soient les monstres kaiju des séries télévisées ou les personnages kawaï des dessins animés, la représentation figurative est une de leurs très grandes forces artistiques.	 
- Nigo, via sa marque de vêtements A Bathing Ape/Bape, a largement contribué à l’essor d’un nouveau type de figurines en produisant, ou coproduisant, des figurines à l’effigie de sa marque et de son modèle phare : le camo Bape. Ayant fait le choix de l’édition limitée pour chacun de ses produits, leur raréfaction en font des figurines très recherchées par les amateurs aux quatre coins du monde.

- Bounty Hunter, qui est une marque de vêtements très rock et indépendante. Cette marque est la première à avoir sorti une figurine différente de ce qui existait jusqu'alors en 1997. Leur devise est All other toys suck, ils détournent des icônes de la culture populaire pour mieux se les approprier et les réinventer.

- Devilrobots est une équipe de designers japonais avec un chars-design de style kawaï et des personnages aux univers originaux. Les Devilrobots sont certainement les plus prolifiques dans l’univers des arts toys, avec une production de figurines et jouets de tous les genres, notamment les capsule toys vendus dans des machines automatiques au Japon.

- Touma a longtemps travaillé pour le compte de Sega et de la fameuse Sonic Team. Désirant travailler de manière indépendante, il a créé plusieurs personnages très typés, mais parfaitement identifiables pour sortir des toys avec plusieurs sociétés.
- La société Wonderwall a récemment elle aussi plongé dans le monde de la production, après avoir longtemps été distributeur, pour développer aujourd’hui des projets en faisant revisiter les monstres kaiju par des créateurs occidentaux.

- Secret Base, plus récemment entré dans ce que l'on appelle le jouet-jeu, en réinventant les kaijus, monstres en plastique mou (ou soft-vinyl) qui sont inhérents à leur culture de la figurine ; on peut compter aussi d'autres sociétés comme Gargamel, RealxHead qui sont dans cette branche ultra-spécialisée.

#### Singapour
Darren Gan, graphiste de Singapour, crée une nouvelle forme sous le nom de Trexi. Play Imaginative, la société qui édite les Trexi, s'engage alors dans la production de créations propres aux artistes, ce qui permet à des artistes de créer des pièces en édition limitée avec de nouvelles formes originales. Elle édite pendant une certaine période le magazine Playtimes. C'est dorénavant à Singapour qu'a lieu l'un des plus importants rassemblements autour de cette culture avec le salon Singapore Toy Comic Convention.

### Western Vinyl, Urban Vinyl

#### États-Unis
- Le graffeur new-yorkais Futura 2000, qui s’occupe dans les années 1990 de la direction artistique de Mo'Wax et de Unkle, va collaborer avec Medicom pour sortir des figurines à l’effigie de ses personnages à tête pointue « Pointman » et va marquer les esprits de toute la communauté urbaine.

- Kaws, graffeur new-yorkais, crée en 1999 une des figurines les plus convoitées : le Companion. Adepte du détournement et de la subversion, Kaws est aujourd’hui l'un des artistes les plus recherchés par les collectionneurs, notamment les designer toys avec des figurines comme les Accomplice, Chum, Blitz, Companion, Bendy, The JPP, Dissected Companion et Chompers.

- Kozik, artiste ayant fait ses armes dans le milieu de la musique (il dessine un grand nombre de posters, pochettes, et dirige un label pendant plusieurs années), sera le premier à sortir une figurine (Smokin Rabbit) en collaboration avec la marque de vêtements et de jouets japonaise Bounty Hunter. Aujourd’hui cet artiste travaille avec de nombreuses sociétés et élabore de nombreux projets, déclinant ses propres personnages sous de nombreuses formes et innovant dans le domaine du pop-art.

- Nathan Jurevicius (AUS) avec SCARY GIRL, monde plein de monstres colorés.

- James Marshall, alias Dalek (USA), ancien assistant de Takashi Murakami, et ses Space Monkeys[5].

- Joe Ledbetter (USA) et ses figurines post-cartoon.

- Gary Baseman et Tim Biskup (USA), artistes du Lowbrow art qui ont contribué à l’acceptation de la figurine par les amateurs d’art contemporain.

#### Angleterre
- James Jarvis, illustrateur anglais, participe à la création de la marque de vêtements Silas and Maria et produit à ses débuts des figurines vinyles de personnages créés spécialement pour la marque[6]. Ainsi les figurines Martin, Evil Martin, Tattoo Me Keith, Lars, Bearded Prophet et Policeman sortent entre 1998 et 2001. Il collabore également avec Sont Time Capsule pour une série de mini-figurines et crée sa propre société Amos Toys dans laquelle il sort de nombreuses figurines (reconnaissables facilement car elles ont « une tête en forme de patate ») sous le nom de code « World of Pain ». Il publie en 2006 une bande dessinée intitulée Vortigern's Machine.

- Pete Fowler (UK) avec un univers bucolique (Monsterism).

#### France
- Rolito travaille pendant plusieurs années avec TOY2R pour laquelle il devient directeur artistique. L’entente entre les deux parties donne le jour à de multiples figurines et aujourd’hui au monde de Rolitoland. Il est également le character designer des jeux Patapon et Patapon 2 sortis chez Sony Computer Entertainment sur la console PSP.

- RUN777, qui fait partie du même crew que Rolito (Semper Fi), sort un certain nombre de Qees avec Toy2R, dont les plus connus sont le Qee 8 inch Alphonzo, et la série 2,5 inch Mutafukaz.

- L’univers de Mist (graffeur et sculpteur) est propice à la characterisation. Après une première réalisation en résine pour le compte d’Attakus puis une collaboration avec Medicom pour Malus et Bonass (en vinyle et en format Kubrick) celui-ci crée Bonustoyz afin de sortir ses propres toys, dont Orus, Holybrikus et Goldorus[7].

- Steph Cop a également fait ses armes dans le graffiti, et après avoir créé et dessiné pour Homecore/Ladysoul puis Graphik Dzign, il imagine un univers collant parfaitement au monde du jouet. Ainsi il a sorti 5 Imaginary Friends  en résine, puis avec Bonustoyz il a sorti ARO en 2006.

- Superdeux a quant à lui développé l'univers de Stereotype avec Red Magic et dernièrement Auto avec Artoyz Originals.

- Skwak a sorti le Maniac en plusieurs versions chez Mindstyle.

- Bunka a créé le Chaos Monkey en plusieurs couleurs chez Artoyz Originals.

- Artoyz, importateur français, crée le label Artoyz Originals en 2008 afin de produire et développer des figurines d'artistes français et internationaux. Les premières productions sont Chaos Monkey par Bunka, Kid Onion par Easy Hey et la série Éléments.

- Le Lab, société de production de designer toys française, présente en 2009 un nouveau jouet plate-forme, Playing Art™, ainsi qu'un couple de mascottes dessinées par l'artiste Tizieu.
- Juce Gace créé et produit des art toys en résine et en plastique depuis 2018, comme "A Wood Awakening", "I Am Wood" ou "Hole-Home", et organise des expositions à Paris, Londres, Hong-Kong, Singapour ou encore à Shanghai.

#### Europe
- Tokidoki (IT) devient rapidement connu pour ses dessins kawaï et sa collaboration avec des marques comme LeSportSac et Asics. Il crée sa propre marque en 2004 et décline son univers sur de multiples supports[8].
- Flying Fortress (Allemagne) est un des artistes issus du post-graffiti avec un trait épuré et très BD. Il décline le personnage d'ourson casqué Teddy Troops qui est une icône des rues d'Allemagne et du monde entier.